# Weeping Willows
Weeping Willows è un gruppo musicale svedese formatosi nel 1995. È attualmente costituito dai musicisti Magnus Carlson, Ola Nyström, Anders Hernestam e Niko Röhlcke.

## Storia del gruppo
Gli Weeping Willows hanno pubblicato diversi album in studio; di essi, tre sono arrivati al numero uno nella Sverigetopplistan, mentre quattro sono stati certificati disco d'oro dalla IFPI Sverige.
After Us, decimo LP, ha ricevuto la candidatura per un premio Grammis al pop alternativo dell'anno.

## Formazione
Attuale
- Magnus Carlson – voce (1995-presente)
- Ola Nyström – cori, chitarra (1995-presente)
- Anders Hernestam – batteria (1995-presente)
- Niko Röhlcke – chitarra, tastiera, pedal steel guitar (1995-presente)

Ex componenti
- Mats Hedén – tastiere
- Stefan Axelsen – basso
- Thomas Sundgren – tamburello, strumento a percussioni (1995-1998)

## Discografia

### Album in studio
- 1997 – Broken Promise Land
- 1999 – Endless Night
- 2002 – Into the Light
- 2004 – Presence
- 2005 – Singles Again
- 2007 – Fear & Love
- 2014 – The Time Has Come
- 2014 – Christmas Time Has Come
- 2016 – Tomorrow Became Today
- 2019 – After Us
- 2021 – Songs of Winter
- 2022 – In Concert
- 2022 – The Dreams We Weave
- 2025 – Goodwill

### Album dal vivo
- 2005 – Live in Helsinki

### EP
- 1997 – December Songs
- 2017 – Snowflakes
- 2022 – Summer Waits for Me

### Singoli
- 1999 – True to You
- 1999 – When You Are Asleep
- 2001 – Touch Me
- 2013 – (We're in) Different Places
- 2014 – It Takes a Strong Heart to Love
- 2016 – My Love Is Not Blind
- 2016 – Wait for Love to Grow
- 2019 – Butterfly
- 2020 – Merry Christmas, My Love
- 2021 – The Magic Is Real (feat. Lisa Nilsson)
- 2022 – The Light
- 2022 – Shine Your Light on Me
- 2025 – Swan Song
- 2025 – The Thrill of Danger